# 三田尻御茶屋
三田尻御茶屋（みたじりおちゃや）は、江戸時代に毛利綱広によって建てられた長州藩の公館。現在では英雲荘（えいうんそう）と呼ばれており、萩往還関連遺跡三田尻御茶屋旧構内英雲荘として国の史跡に指定されている。三田尻御殿とも呼ばれていた時期もある。また、三田尻茶屋の敷地の一角に、招賢閣（しょうけんかく）が建てられていたが、現在は残っていない。

## 歴史
1654年（承応3年）に、長州藩2代藩主・毛利綱広によって周防国防府（現・山口県防府市）の三田尻に建築される。当時の三田尻は、萩城から続く萩往還の終点として、瀬戸内海側における長州藩の玄関口であった。三田尻御茶屋は参勤交代や領内巡視時の藩主の宿泊・休息施設、そして迎賓などの為に造られた。
7代藩主の重就は、防府の塩田を度々視察するなどして防府の発展に寄与していたが、家督を譲って隠居した翌年の1783年（天明3年）には三田尻御茶屋の大規模な改築を行った。大観楼などの建設はこの時に行われた。改修後に重就が三田尻御茶屋へ移住して、晩年の6年間を防府で過ごしている。この時、三田尻茶屋は「三田尻御殿」と呼ばれた。ただし、藩財政が厳しい中で行った大きな改築に反発があったのか、重就の死後には三田尻御殿の名称は廃され、御殿も一部を解体するなどして、規模は縮小された。
1851年（嘉永4年）に、13代藩主・敬親が行った改築により、現在とほぼ同じ規模になった。
1863年（文久3年）には、京都の政変で三条実美ら7人の公卿が長州へ逃れてきた（七卿落ち）。三条らは三田尻御茶屋の大観楼棟に約2ヶ月滞在して、その時に敬親や高杉晋作らと面会している。さらに、敷地の北側に招賢閣（しょうけんかく）が建てられ(三田尻御茶屋の一時的な別称という説もある)、三条らの会議場所となった。招賢閣には幕末の志士達が足繁く立ち寄ったが、翌1864年（元治元年）の禁門の変の後には廃止され、さらに明治維新後に解体された。一方で、三田尻御茶屋そのものは明治時代以降も毛利家の別邸として使用されている。なお、1916年（大正5年）に、公爵毛利家の新たな本邸が防府市多々良に完成しており、これを多々良邸と呼ぶのに対して、三田尻茶屋は三田尻邸とも呼ばれていた。
1939年（昭和14年）に、毛利家から防府市に寄付され、防府の産業振興に尽力した重就の法名から「英雲荘」と名付けられた。
太平洋戦争終結後は、進駐軍将兵らの集会所となった。大観楼棟1階をダンスホールとするため、畳を取り外して絨毯敷きにするなどの大改築が行われた。
その後、市の公民館などとして使われてきたが、1989年（平成元年）9月3日には、萩往還関連遺跡三田尻御茶屋旧構内として、国の史跡に指定される。そして、1996年（平成8年）に修復保存作業が始まり、各棟を往年の姿に復元し、2011年（平成23年）9月より一般に公開された。

## 建築物
三田尻茶屋の敷地面積は約9530平方メートル、主な建築物は木造平屋2階建ての本館が延べ937平方メートル、木造平屋建ての離れの茶室が延べ139平方メートルである。
本館を構成する主な棟は、江戸時代に建てられた大観楼棟、明治時代に建てられた奥座敷棟、大正時代に建てられた玄関棟と台所棟に区分される。三田尻茶屋に現存する建造物では最古のものである大観楼棟は、かつては2階から海が見える眺望だったことから付けられた名前である。
1996年からの保存修理工事では、全体としては明治から大正時代の状態としているが、建物の各部分を前述の各建築時期にあわせて復元している。玄関や廊下、奥座敷棟にあるシャンデリアなどの内装などは防府市多々良の毛利邸に現存しているものを参考にし、襖模様はそれまでの模様替えで何度も貼り重ねられていた襖紙の調査から復元し、その他も文献や絵図を参考に往年の姿を復元している。
茶室の花月楼は、江戸千家の祖である川上不白（かわかみふはく）の弟子であった重就が、不白が献上した茶室の差図（図面）を元に1776年（安永5年）に建築していたが、重就の没後に、重就の茶道指南役であった竹田休和が9代藩主斉房から貰い受けて萩に移築したとされる。そのため、現在の三田尻茶屋にある花月楼は、周防国分寺に建てられていた茶室を、明治時代に移築したものである。
また、修復工事中には、佐野焼のかめを使った水琴窟が敷地内から発見されており、手を洗う時の水の滴で響きを楽しんだと思われる（その他の遺構が見つかっていないため、設置時期などの詳細は不明）。

## 所在地
山口県防府市お茶屋町10番21号